# Pontiac Tempest
La Pontiac Tempest est une automobile produite par le constructeur Pontiac de 1961 à 1991.

## Première génération (1961-1963)

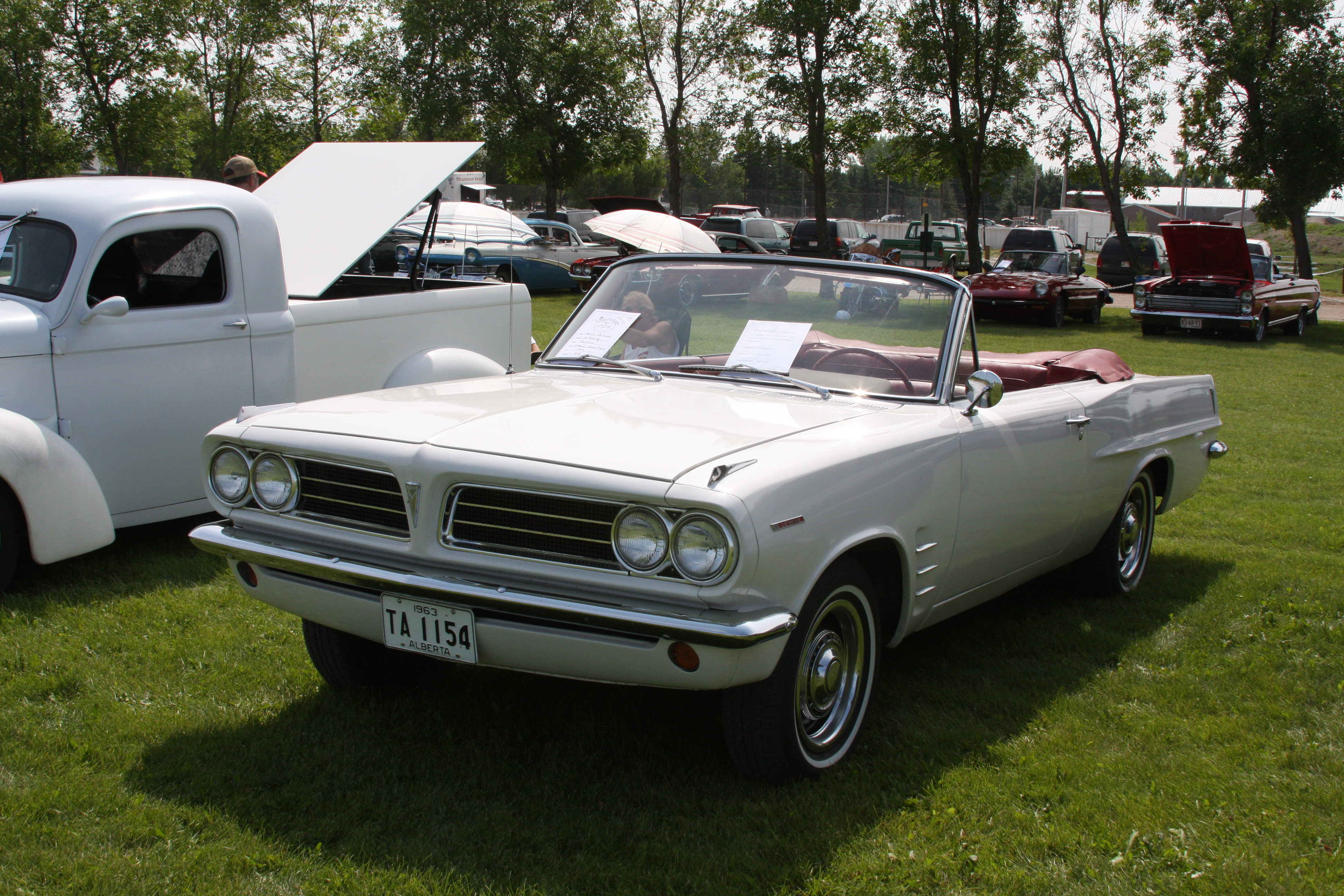
Pontiac Tempest I Cabriolet

## Troisième génération (1987-1991)

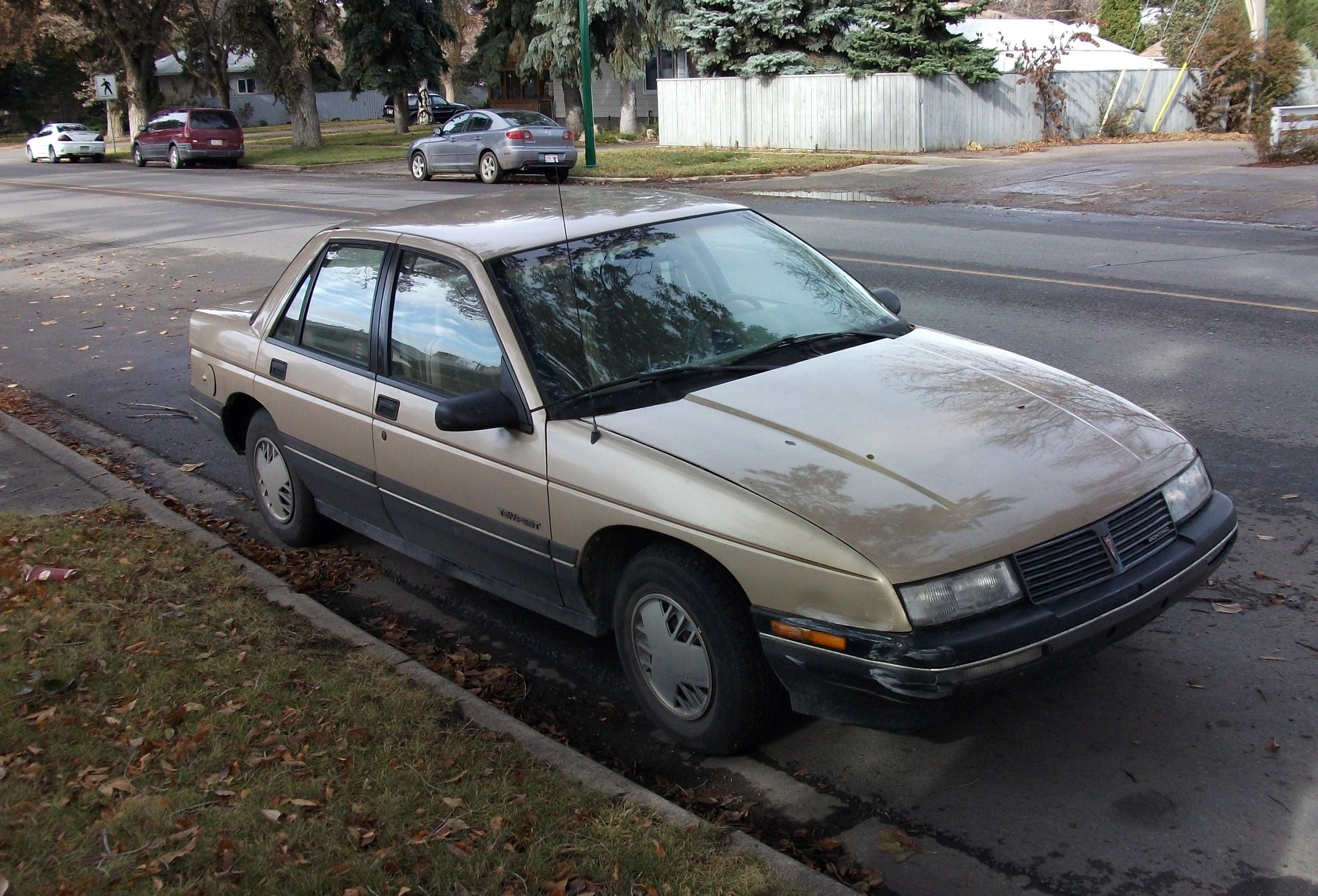
Pontiac Tempest III